# قسم خاوة الجنوبي الريفي (مقاطعة دلفان)
قسم خاوة الجنوبي الريفي (بالفارسية: دهستان خاوه جنوبی) هي منطقة ريفية تقع في قسم في إيران. يقدر عدد سكانها بـ 12,419 نسمة .